# Brown City
Brown City is een plaats (city) in de Amerikaanse staat Michigan, en valt bestuurlijk gezien onder Lapeer County en Sanilac County.

## Demografie
Bij de volkstelling in 2000 werd het aantal inwoners vastgesteld op 1334.
In 2006 is het aantal inwoners door het United States Census Bureau geschat op 1298, een daling van 36 (-2,7%).

## Geografie
Volgens het United States Census Bureau beslaat de plaats een oppervlakte van
2,8 km², geheel bestaande uit land. Brown City ligt op ongeveer 251 m boven zeeniveau.

## Plaatsen in de nabije omgeving
De onderstaande figuur toont nabijgelegen plaatsen in een straal van 20 km rond Brown City.